# Leandra polyadena
Leandra polyadena är en tvåhjärtbladig växtart som beskrevs av Ernst Heinrich Georg Ule. Leandra polyadena ingår i släktet Leandra och familjen Melastomataceae. Inga underarter finns listade i Catalogue of Life.